# إدموند وود
إدموند وود (بالإنجليزية: Edmund Wood)‏ (10 فبراير 1903 في المملكة المتحدة - ) هو لاعب كرة قدم بريطاني في مركز الدفاع. لعب مع برمنغهام سيتي ونادي ريل ونادي نورثامبتون تاون ونيوكاسل يونايتد وRedditch United F.C. ‏.